# Пахомије I Цариградски
Пахомије I Цариградски (грч. Παχωμιος Α΄) је био цариградски патријарх од 1503. до 1513. године, а кратко време и 1504. године.

## Живот
Пре избора за цариградског патријарха, Пахомије је био митрополит Влашке. Када је 1502. године детронизован патријарх Јоаким I, властодршци Влашке, прилично утицајни у пословима Цариградске патријаршије, подржали су избор остарелог Нифонта II, који није прихватио. Тако су своју подршку пребацили на Пахомија, који је изабран почетком 1503. године. Његова прва владавина трајала је само годину дана, пошто се почетком 1504. Јоаким I вратио на трон.
Убрзо потом Јоаким умире током путовања у Влашку и тако се у јесен 1504. године Пахомије, још увек подржан од влашких владара, враћа на цариградски трон. Пахомијева друга владавина трајала је девет година, што је дуг период у поређењу са владавином патријарха из 15. века.
Главни проблем за време Пахомијске патријаршије био је случај критског учењака Арсенија Апостолија. Римска курија је 1506. године именовала Арсенија, источног обреда, за епископа Монемвазије, у то време део колонија Млетачке Републике. Арсеније се изјаснио о признавању цариградског патријарха и са Римокатоличког папе. Ова позиција је била неодржива за Цариградску патријаршију и Пахомије је позвао Арсенија да се одрекне престола. Овај проблем је трајао више од две године до јуна 1509. године када је Пахомије екскомуницирао Арсенија, који се повукао у Венецију.
У Житију светог Нифонта II стоји да је Пахомије у марту 1512. године, за време свог боравка у Подунавским кнежевинама, помазао на престо владара Влашке Неага Басараба, а потом је владар, уз Пахомијево одобрење, изабрао новог  митрополит влашког јеромонаха Макарије. У повратку, Пахомија је у околини Силиврије отровао његов помоћник Теодул. Превезен је у Цариград, где је умро и сахрањен у манастиру Богородице Памакаристос.